# David Chalmers
David John Chalmers (* 20. duben 1966, Austrálie) je australský filozof, představitel analytické filozofie, profesor na Australian National University. Proslul především pracemi na téma filozofie mysli a filozofie jazyka. V knize The Conscious Mind navrhuje nový přístup ke vztahu mysli a těla, tzv. naturalistický dualismus.